# Giovanni Lorenzi
Giovanni Lorenzi (Lavis, 16 gennaio 1901 – Trento, 26 novembre 1962) è stato un architetto e ingegnere italiano.

## Biografia

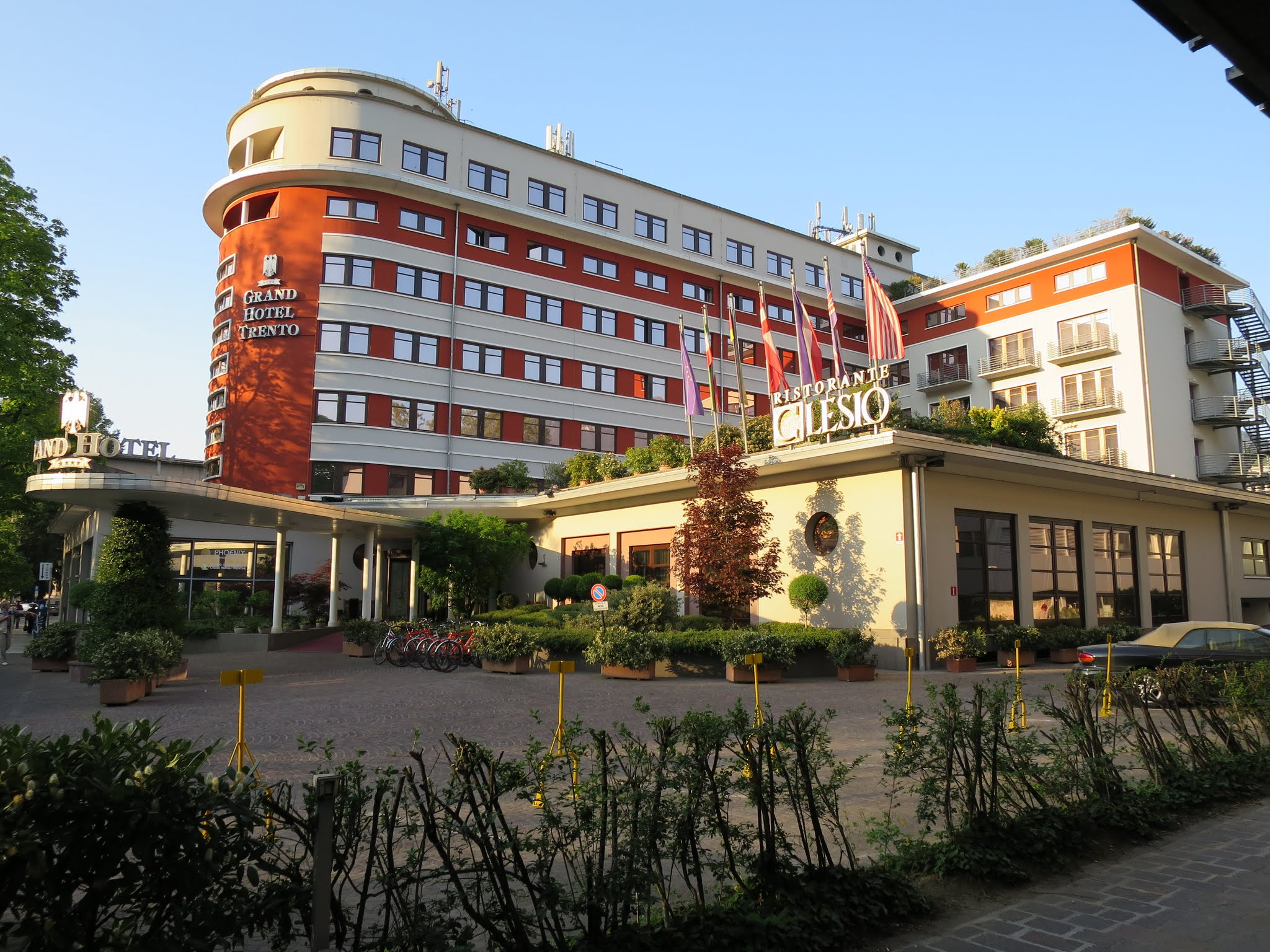
Grand Hotel Trento

Frequenta a Trento la Regia scuola industriale e prosegue la sua formazione iscrivendosi alla Facoltà di ingegneria prima a Genova e poi a Padova. Consegue la laurea nel 1927 e nel 1930 supera l'esame di Stato a Milano. Per circa due anni dirige la Funivia Zambana Vecchia-Fai della Paganella, per poi lavorare come progettista presso la ditta Mottura Zaccheo Grandi Lavori.
Attratto nell'orbita del Futurismo partecipa alla Prima Mostra Nazionale d'Arte Futurista tenuta a Roma nel 1933 e, nello stesso anno, collabora alla rivista Dinamo futurista diretta da Fortunato Depero, che ospita nel secondo numero il suo manifesto Architettura futurista. Un ulteriore intervento intitolato La villa moderna in montagna - concepita con il tetto piano, le forme arrotondate, grandi finestre e colori accesi - non pubblicato a causa della breve durata della rivista, apparirà nel 1940 nel volume Fortunato Depero nelle opere e nella vita. Ancora con il tramite di Depero, Lorenzi espone accanto ad artisti italiani e tedeschi alla mostra futurista di Merano del 1933 ed è invitato a partecipare alla esposizione di arte italiana a Berlino prevista per il 1937, poi non realizzata.
Per quanto riguarda l'attività progettuale - che risente di influenze razionaliste, espressioniste e futuriste - negli anni Trenta realizza a Trento il padiglione per l'ufficio informazioni turistiche di piazza Dante (1935, poi demolito), le case del Mutuo soccorso in piazzale Sanseverino (1936), il Supercinema Vittoria (1937-1939), la Casa Littoria in Largo Porta nuova (1938-1942) e varie abitazioni private in zona Bolghera. Tra il 1939 e il 1943 progetta e segue la costruzione della sua opera più rappresentativa, il Grand Hotel Trento. Nel dopoguerra è impegnato nel capoluogo Trentino nei lavori di ricostruzione tra cui si segnala l'albergo Venezia in piazza Duomo. Negli anni Cinquanta progetta le case INA in corso Buonarroti (1950), le case INAIL (1953-1954) e la chiesa parrocchiale (1956-1959) in località Bolghera. Continua inoltre l'attività progettuale relativa ad abitazioni private, scuole, alberghi, negozi e chiese, insediati in tutto il Trentino.

## Archivio
La documentazione venne raccolta e conservata in Trentino, dapprima dallo stesso Lorenzi, e dopo la sua morte dagli eredi. I contatti tra la famiglia Lorenzi e il Museo iniziarono nel 1991. Il fondo Giovanni Lorenzi fu versato al Museo d'arte moderna e contemporanea di Trento e Rovereto dall'erede Giuseppe Lorenzi in due fasi successive, l'8 luglio e il 14 ottobre 1992; venne ufficialmente donato al Museo nel 1993.
Il fondo costituisce un significativo nucleo di documentazione per la storia dell'architettura in Trentino fra gli anni Trenta e gli anni Sessanta del '900. Comprende un notevole numero di disegni su lucido, copie eliografiche, tavole a tecnica mista e mappe catastali, fogli d'appunti e fotografie, che nella loro totalità permettono di ricostruire 183 progetti di Giovanni Lorenzi. La documentazione è relativa a studi e progetti realizzati in Trentino-Alto Adige per una committenza pubblica e privata e concerne soprattutto chiese, scuole, ville ecc. Col materiale progettuale è giunto un acquarello del pittore Camillo Bernardi di Predazzo, per la decorazione della facciata della chiesa dei Francescani a Trento (1926). È giunta con il versamento un'esigua documentazione personale, costituita da una raccolta di diplomi sportivi.